# Hans-Stethaimer-Schule

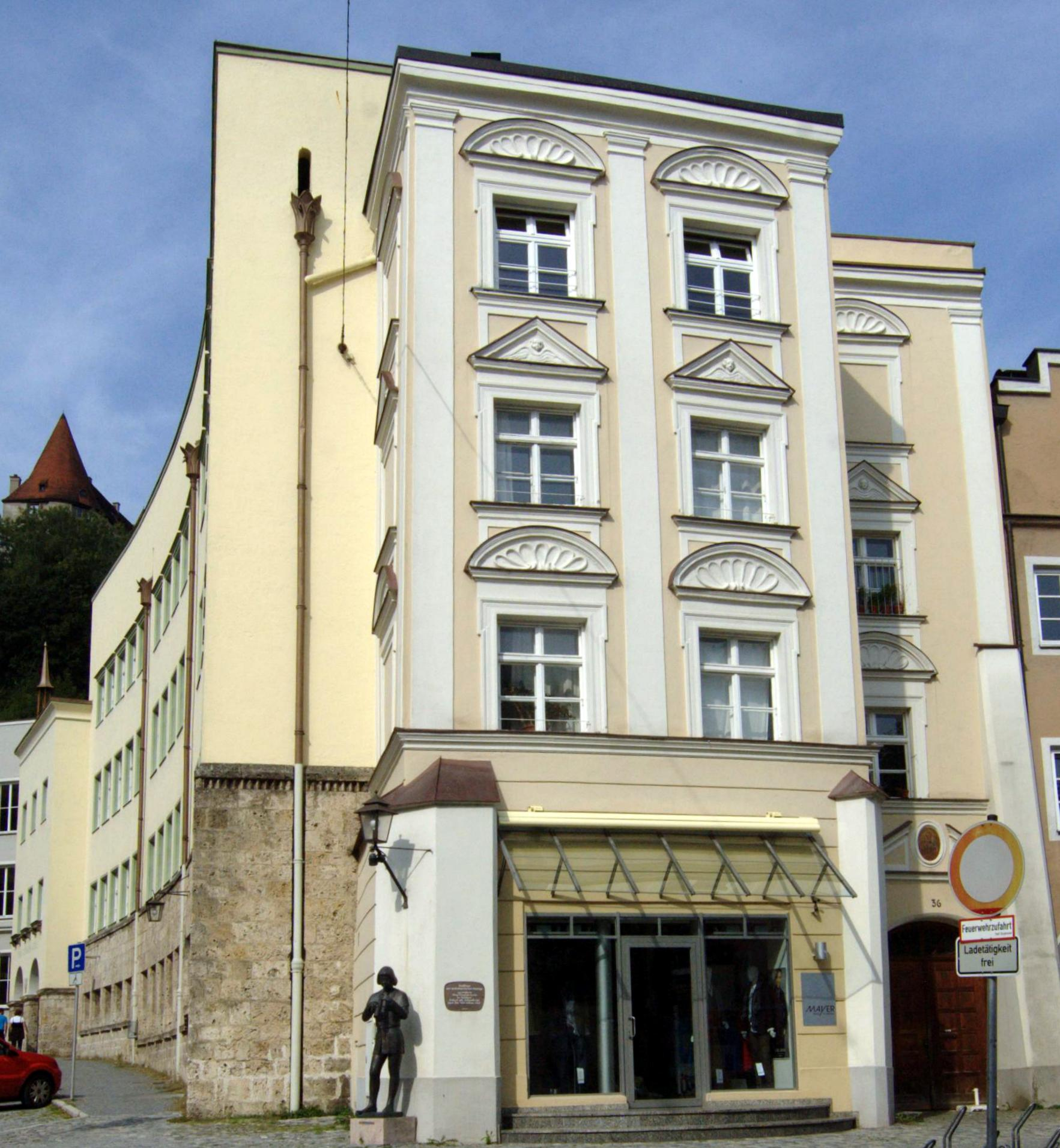
Ansicht des historischen Gebäudeteils vom Stadtplatz aus

Die Hans-Stethaimer-Schule ist ein Baudenkmal in der Altstadt von Burghausen. Das Gebäude diente den niederbayerischen Herzögen als Stadthaus.

## Gebäude
Bei dem Gebäude am Stadtplatz 36 handelt es sich um ein viergeschossiges Eckhaus, im Kern noch spätgotisch, welches in der zweiten Hälfte des 15. Jahrhunderts erbaut wurde. Die barocke Fassade in Richtung Stadtplatz ist vermutlich um 1700 entstanden. Im Erdgeschoss befindet sich ein Laden und ein zweiflügeliges Portal mit Pilastergliederung und einem einfachen Sprenggiebel. Darüber ist ein Stuckmedaillon mit einem Marienbild auf Blech angebracht. Die Fenster des 1. und 3. Obergeschosses sind mit segmentbogigen gemuschelten Verdachungen verziert. Diese sind im 2. Obergeschoss spitzgiebelig. In einem Vorraum im Erdgeschoss findet sich ein spätgotisches Kreuzrippengewölbe aus der zweiten Hälfte des 15. Jahrhunderts. Bei dem Stadtbrand am 10. November 1504 ist das Gebäude ganz oder teilweise ausgebrannt. Das Hauptgebäude der Schule wurde 1929/30 errichtet, wobei die historischen Gebäudeteile in den Neubau integriert wurden. Dieser wurde gegenüber dem Vorgängerbau um eine Fensterachse verbreitert. Am 2. März 1945 wurde das Gebäude bei einem Bombenangriff durch umherfliegende Pflastersteine beschädigt.

## Geschichte
Erste bekannte Besitzer des Gebäudes Anfang des 15. Jahrhunderts sind ein Ehepaar Kölnpeck, welche es am 14. Mai 1418 an den Adeligen Georg Ahaimer zu Hagenau und seine Frau verkauften. Deren Söhne Lorenz und Georg veräußerten das Gebäude am 18. Juni 1434 an Herzog Heinrich den Reichen von Niederbayern. Fortan diente es den Herzögen der Linie Bayern-Landshut und dann der Münchner Linie als Stadthaus. In der zweiten Hälfte des 17. Jahrhunderts bewohnte es zunächst der herzögliche Bannrichter Peter Franz Grembs, bevor es im Jahr 1762 vom kurfürstlich bayerischen wirklichen Geheimen Rat und Rentmeister Maximilian Joseph Reichsfreiherr von Berchem erworben wurde.
Ab 1783 befand sich in einem Nebengebäude eine Knabenschule (die Mädchen wurden damals bei den Englischen Fräulein unterrichtet). 1907 wurde diese dann auf das Gebäude am Stadtplatz 36 erweitert. 1970 entschied der Stadtrat, die Einrichtung nach Hans Stethaimer zu benennen. Die höchste Schülerzahl wurde im Schuljahr 1943/44 mit 977 Schülerinnen und Schülern erreicht. Durch den Bau weiterer Grundschulen in Burghausen ging die Zahl in den folgenden Jahren jedoch stark zurück, lag 2018 bei etwa 90 Schülern, im Schuljahr 2023/2024 bei 132 Schülern.